# Tierra prometida (película de 2012)
Tierra prometida (originalmente en inglés, Promised Land) es una película estadounidense de 2012, dirigida por Gus Van Sant, interpretada en sus papeles principales por Matt Damon, John Krasinski y Frances McDormand, con guion de los dos primeros, y producida por Universal Pictures, Focus Features, Participant Media e Imagen Nation.

## Argumento
Sinopsis de FilmAffinity:
Una gran empresa de gas envía al joven ejecutivo Steve Butler (Matt Damon) y su compañera de trabajo Sue Thomason (Frances McDormand)  llegan a McKinley, a un pequeño pueblo de agricultores y ganaderos,duramente golpeado por la crisis financiera y agrícola de los últimos años.Los dos representantes de la compañía de gas Global Crosspower Solutions con la tarea de convencer a sus habitantes para que les vendan sus tierras con el fin de perforarlas y extraer gas mediante fracturación hidráulica.  Lo que en principio iba a ser un trabajo fácil y una estancia corta  ya que  muchos de ellos necesitan dinero debido a la depresión económica de la zona, agravada por la crisis se complica profesionalmente cuando el respetado profesor de instituto Frank Yates (Hal Holbrook) revela a los habitantes algunos problemas medioambientales del sistema de fractura.. Y para empeorar las cosas llega a McKinley el ecologista Dustin Noble (John Krasinski), que además consigue cambiar el pensamiento los potenciales clientes de Global mostrando una imagen de las consecuencias de dejar entrar esta empresa a sus tierras.
Llegado a un punto crítico, a Steve le llegan por correo una serie de documentos clasificados de su empresa que desmienten el origen de una foto de una granja envenenada de Nebraska que empleaba el ecologista para advertir a los habitantes del pueblo, siendo la foto en realidad de Louisiana, lo cual le da una ventaja a Steve para ganarse de nuevo el favor de los pueblerinos. Esa misma noche, cuando el ecologista está a punto de irse del pueblo antes de sufrir las consecuencias, Steve y él hablan, y al ecologista se le escapa un dato sobre la foto que no debería saber. Viéndose comprometido, le revela que no es ecologista ni su organización existe, y que es un agente de la misma compañía para la que Steve trabaja. Tras el traspiés de la primera reunión en el pueblo, la empresa decidió enviar a un falso agente ecologista para que no hubiese uno real y así poder manejar la situación a su antojo, poniendo la balanza a favor de Steve cuando lo necesitase.
Es entonces cuando su perspectiva cambia por completo, y le revela a todos sobre la argucia de la empresa para conseguir su objetivo de conseguir las tierras y perforar. Steve es despedido después de que su ayudante notificará a la empresa, y poco después, de forma desenfadada, se instala en el pueblo con Alice (Rosemarie DeWitt).